# Max von Boehn
Max Ferdinand Carl von Boehn, né le 16 août 1850 et mort le 18 février 1921 est un officier supérieur allemand qui participe à la guerre franco-allemande de 1870 et à la Première Guerre mondiale. 

## Biographie
Max von Boehn est issu de la famille noble poméranienne von Boehn et est le fils du général Julius von Boehn, un propriétaire terrien prussien et le neveu d'Oktavio von Boehn. Son frère cadet Hans (1853-1931) embrasse également une carrière militaire et devient général de cavalerie.

### Les premières années
Max von Boehn s'engage dans l'armée prussienne le 6 décembre 1867 au 3e régiment à pied de la Garde. Il est nommé sous-lieutenant le 9 février 1869 au 76e régiment d'infanterie. Il prend part à la guerre franco-allemande de 1870 et obtient par ses actions la croix de fer 2e classe. Il intègre le 1er octobre 1875 le 76e régiment de Landwehr et devient lieutenant le 11 janvier 1876. Il est muté au 76e régiment d'infanterie le 1er novembre 1877 et promu capitaine le 1er août 1880. Il occupe un poste au sein de l'état-major de la 50e brigade d'infanterie comme adjudant du 16 janvier 1881 au 14 octobre 1882. Max von Boehn intègre ensuite la Garde prussienne comme commandant de compagnie au sein du 1er régiment de grenadiers de la Garde. Il obtient le grade de major le 21 septembre 1889, entre le 11 octobre 1888 et le 20 juillet 1897, il occupe plusieurs postes à l'état-major de la 1re division de la Garde, du 1er régiment de grenadiers et du 3e régiment à pied de la Garde. Lors de cette période, il est promu lieutenant-colonel le 18 juin 1895. Le 20 juillet 1897, il prend le commandement du 76e régiment d'infanterie ; il est nommé colonel le 18 novembre 1897. Le 18 mai 1901, il commande la 9e brigade d'infanterie cantonnée à Francfort, le 16 juin de la même année il devient generalmajor. Le 22 mai 1905, Max von Boehn est nommé à la tête de la 18e division d'infanterie. Il obtient successivement les grades de generalleutnant le 22 mai 1905 et de general der Infanterie le 1er septembre 1909. Le 21 décembre 1909, il devint gouverneur militaire de la forteresse d'Ulm, poste qu'il occupe jusqu'à sa retraite le 21 septembre 1912.

### Première Guerre mondiale
Lors du déclenchement de la Première Guerre mondiale, Max von Boehn est rappelé de sa retraite pour prendre le commandement du 9e corps de réserve qui fait partie de la Ire armée allemande. Lors de l'invasion de la Belgique, son corps d'armée associé au 3e corps de réserve (de) sont détachés de l'armée pour faire le siège de la place fortifiée d'Anvers. Au cours du mois de septembre, le IXe corps de réserve est déplacé sur l'Aisne et participe à la bataille de l'Aisne en bloquant les tentatives alliées de débordement. Les positions obtenues ne seront pas modifiées pour le restant du conflit. En août 1915, Max von Boehn devient commandant en second de la Ire armée, il occupe ce poste jusqu'à la dissolution de la Ire armée allemande lors des restructurations du 17 septembre 1915.
Max von Boehn est responsable d'un groupe de divisions lors de la bataille de la Somme. Du 25 juillet au 10 août, ses actions sont récompensées par l'attribution de la médaille Pour le mérite, le 24 août 1916. En janvier 1917 il reçoit le commandement du groupe d'armées C en Lorraine. Puis il prend la tête de la 7e armée dans la région de Laon. Il repousse les attaques françaises lors de la bataille du Chemin des Dames et reçoit à cette occasion les feuilles de chêne. 
À la tête de la 7e armée allemande, Max von Boehn est le fer de lance de l'attaque allemande lors de la Bataille de l'Aisne. Le 6 août 1918, il prend le commandement du groupe d'armées Boehn qui comprenait la 2e armée, la 9e armée et la 18e armée pour défendre la Ligne Siegfried en Artois. Le 8 octobre, après la bataille de la ligne Hindenburg et le retrait des troupes allemandes, le groupe d'armées est dissous. Max von Boehn reprend le commandement de la 7e armée jusqu'à la fin du conflit. Il commande ensuite le retrait de ses troupes en Allemagne.

### L'après-guerre
Après la fin de la guerre Max von Boehn part à la retraite. Il décède le 18 février 1921 et est enterré au cimetière des Invalides à Berlin, sa tombe n'a pas été conservée.

## Honneurs et décorations
- Croix de fer, 2e classe (guerre franco-allemande 1870).
- 24 décembre 1914 : Croix du Mérite militaire (Mecklembourg-Schwerin)
- 2 janvier 1915 : Croix hanséatique
- 24 août 1916 : ordre Pour le Mérite

20 mai 1917 : feuilles de chêne
- Grand Croix de l'Ordre de l'Aigle rouge avec feuilles et épées
- chevalier de l'Ordre de l'Aigle noir